# شاهدخت سلطنتی
شاهدخت سلطنتی عنوانی است که به طور معمول (ولی نه به طور خودکار) از سوی یک فرمانروای بریتانیا به بزرگترین دخترش اعطا می‌شود. دارندگان آن مادام العمر دارای این عنوانند، بدین ترتیب یک شاهدخت نمی‌تواند آن را در حین حیات شاهدخت سلطنتی دیگری دریافت کند. ملکه الیزابت دوم هرگز این عنوان را نداشت زیرا عمه اش، شاهدخت مری، دارای آن بود.

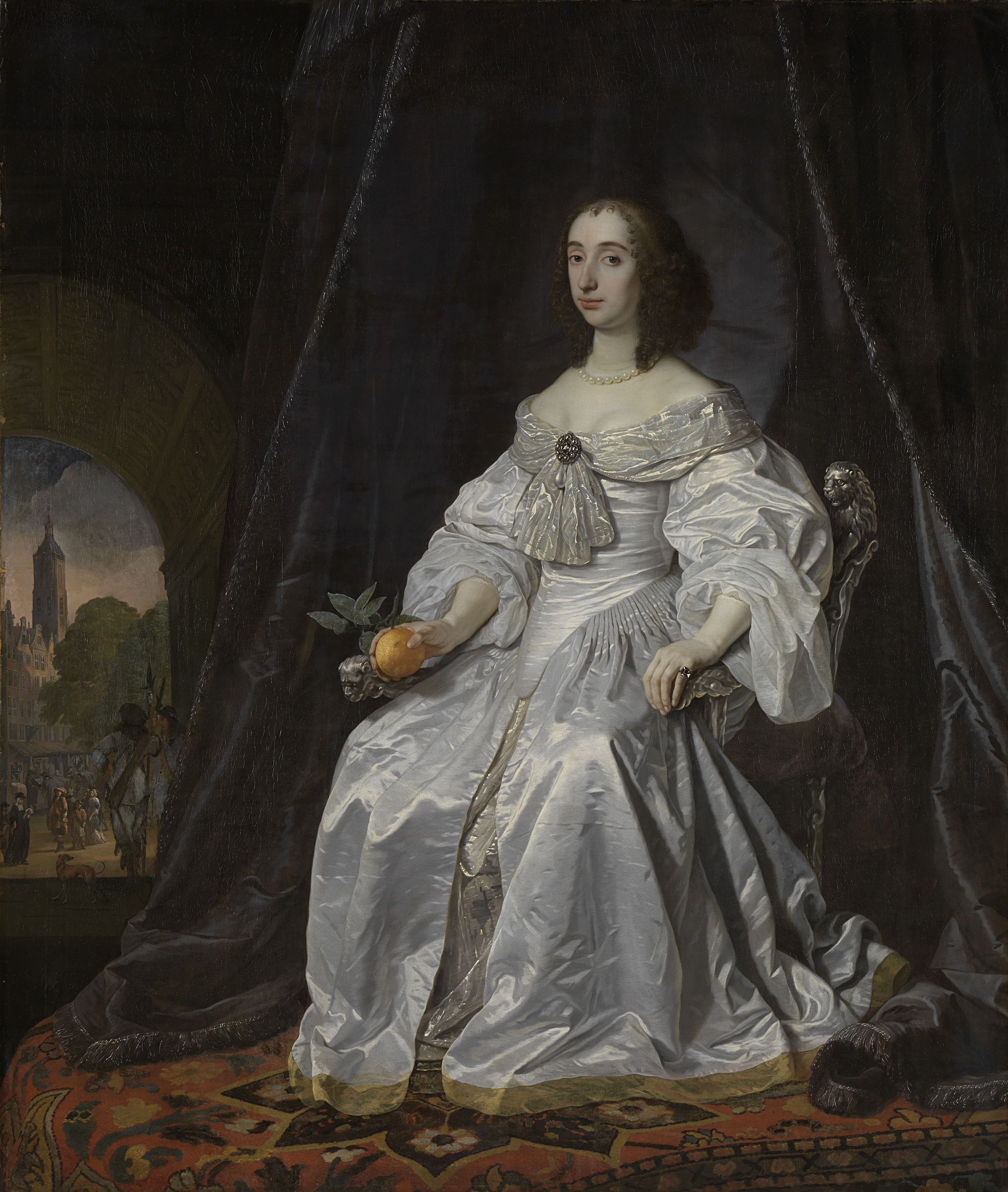
شاهدخت مری نخستین دارندهٔ عنوان

تاکنون هفت شاهدخت سلطنتی در تاریخ بریتانیا وجود داشته اند. شاهدخت آن شاهدخت سلطنتی کنونی است.